# Mezőterem
Mezőterem románul Tiream, németül: Wiesenfeld, Terem, falu és községközpont Romániában, Szatmár megyében. A 2011-es részleges népszámlálási adatok alapján 2144 lakosából 1342 fő magyar, 711 fő román és 43 fő német anyanyelvű.

## Fekvése
Nagykárolytól kb. 8 km-re délre fekvő település.

## Története
A települést 1357-ben említik először, Banknetereme néven, 1383-ban Posanetherme, 1431-ben Therem, 1449-ben Gernez al. Therem alakban írták. A 14. és a 15. században a Kaplon nemzetségből való Vetési, Bagosy, Csomaközy és Károlyi családoké volt.
A 14. században a Vetési családé. 1572-ben Vetési János, Márton, Péter és László az egész helységre új adományt kaptak. Utódaik ettől kezdve a mezőteremi előnevet használták. 1601-ben Mezőszentmiklósi János is részt kapott benne. 1697-ben pedig köpösdi Tolvaj Gábor, Károlyi István és Károlyi Sándor az egészet megkapták. Ettől kezdve Károlyi-birtok volt a legnagyobb része.
A község hajdan tiszta magyar volt, de Károlyi Sándor a szomszéd községekből római katolikus svábokat telepített ide, akik a református templomot 1777-ben elfoglalták, az új templomot pedig 1859-ben építették, és a Szent kereszt felmagasztalására szentelték fel.
1945-ben a településről lakosainak jelentős részét, 295 személyt deportáltak a Szovjetunióba.

## Karos
Karos helység is Mezőterem határában feküdt. 1456-ban említik először nevét egy határjáró oklevélben. 1486-ban a Márki család birtoka volt, azonban az oklevelekben neve többet nem szerepel. Mellette feküdt Gernyes község is, mellyel egy 1449-es okirat egynek mondja.

## Nevezetességek
- Római katolikus templom – 1859-ből
- A második világháborúban elesettek emlékműve
- Ortodox templom – 1770-ből
- Római katolikus kápolna – 1890-ből

## Híres emberek
- Itt született 1951. augusztus 8-án Valdman István geológus, geológiai szakíró.
- 1716-ban itt hunyt el – felesége önvédelemből megmérgezte – nemes Nyúzó Mihály, II. Rákóczi Ferenc ezereskapitánya.
- Itt született 1883.    màrcius 10-èn Haller György festő ès grafikusművèsz.